# 1979 Голяма награда на Испания
1979 Голяма награда на Испания е 14-о за Голямата награда на Испания и пети кръг от сезон 1979 във Формула 1, провежда се на 29 април 1979 година на пистата Харама в Мадрид, Испания.

## Репортаж
1979 Голяма награда на Испания маркира и началото на европейската част на сезона, като Жил Вилньов с Ферари води в класирането при пилотие с 20 точки, две пред втория Жак-Анри Лафит и седем пред третия Джоди Шектър. Уилямс, Рено и Лотус дебютираха с нови болиди. Също така отборът на Вили Каузен прави своя дебют с техния пилот Джанфранко Бранкатели.
Лижие отново формираха първа редица като Жак-Анри Лафит взе пола с време 1:14.50. След Лафит и Патрик Депайе са Жил Вилньов и Марио Андрети с новия болид на Лотус. Топ 10 допълват Джоди Шектър, двата Брабам-а на Ники Лауда и Нелсън Пикет, Карлос Ройтеман със стария Лотус 79, Жан-Пиер Жабуй с Рено и Дидие Пирони с Тирел. Новият Уилямс FW07 се оказа проблематичен за Алън Джоунс и Клей Регацони като се класираха съответно 13-и и 14-и.
Депайе направи добър старт и поведе колоната пред Лафит, Вилньов, Ройтеман, Шектър, Лауда, Пирони, Пикет и Жабуй след първата обиколка. Вилньов и Ройтеман си размениха позициите за две обиколки, преди канадеца да пропадне до осма позиция след завъртане в четвъртата обиколка. В опита си да изпревари Брабам-а на Пикет към първия завой, Вилньов отново се завъртя и в края на петата обиколка се озова в средата на колоната. На същото място Джеймс Хънт и Елио де Анджелис се докоснаха без поражения. Лижие-тата на Лафит и Депайе водеха с комфортна преднина от 13 секунди пред преслевачите си, до началото на 16-а обиколка. Депайе изпревари Лафит след като последния получи повреда в двигателя на завоя Фарина. В същото време Нелсън Пикет също напусна надпреварата след като се движеше седми зад съотборника си Лауда.
Тежкия сезон на Макларън продължи като Джон Уотсън спря в бокса в началото на 22-рата обиколка с повреда по двигателя на Форд Косуърт. След отпадането на Лафит и на Пикет, Жан-Пиер Жарие с Тирел се придвижи на шеста позиция. Теч в една от пропускателните тръби на новия болид на Рено RE10 управляван от Жабуй прекрати участието на французина, докато съотборника му Рене Арну се движеше 10-и със стария болид RS01. Ройтеман и Шектър водеха битка за второто място, преди аржентинеца да дръпне напред в 31-вата обиколка. Южно-африканеца отново се озова зад аржентинеца, докато Андрети се доближи и до двамата както и Брабам-а на Лауда. Камерите занеха как петима зрители пресякоха трасето, но най-близките болиди които са тези на Емерсон Фитипалди и Хектор Ребак не са преминали старт-финалната права. Лауда изпревари Андрети в 45-а обиколка, след което започна да преследва Ферари-то на Шектър и за 10 обиколки, австриеца вече е на половин секунда от Джоди. Двигателят на Шадоу, управляван от Елио де Анджелис гръмна на завоя Бугати, слагайки край на шансовете за добро класиране.
Лауда изпревари Шектър в 60-а обиколка в позиция за класиране на подиума, преди поредната повреда по двигателя на Алфа Ромео да ограби надеждите на Лауда пет обиколки по-късно. Шектър си върна позицията си, преди да бъде изпреварен от втория Лотус на Марио Андрети в 67-ата. Съотборникът на Шектър, Жил Вилньов записа най-добра обиколка в опит да настигне Тирел-а на Дидие Пирони. Патрик Депайе постигна втората си победа във Формула 1, финиширайки на 20 секунди пред втория Карлос Ройтеман. Андрети завърши трети, докато Шектър успя да запази четвъртата позиция, след като Жан-Пиер Жарие се доближи до две секунди в последните обиколки. Дидие Пирони завърши шести, с Вилньов и Ероуз-а на Йохен Мас завършвайки с обиколката на победителя.
С победата си Патрик Депайе се изравни по точки с Жил Вилньов в класирането при пилотите, докато Лижие си върнаха водачеството си при конструкторите с две точки пред Ферари и осем пред Лотус.

## Състезание
| Поз | No | Пилот                 | Конструктор       | Обиколки | Време/Отпадане | Място | Точки |
| --- | -- | --------------------- | ----------------- | -------- | -------------- | ----- | ----- |
| 1   | 25 | Патрик Депайе         | Лижие-Форд        | 75       | 1:39:11.84     | 2     | 9     |
| 2   | 2  | Карлос Ройтеман       | Лотус-Форд        | 75       | +20.94         | 8     | 6     |
| 3   | 1  | Марио Андрети         | Лотус-Форд        | 75       | +27.31         | 4     | 4     |
| 4   | 11 | Джоди Шектър          | Ферари            | 75       | +28.68         | 5     | 3     |
| 5   | 4  | Жан-Пиер Жарие        | Тирел-Форд        | 75       | +30.39         | 12    | 2     |
| 6   | 3  | Дидие Пирони          | Тирел-Форд        | 75       | +48.43         | 10    | 1     |
| 7   | 12 | Жил Вилньов           | Ферари            | 75       | +52.31         | 3     |       |
| 8   | 30 | Йохен Мас             | Ероуз-Форд        | 75       | +1:14.84       | 17    |       |
| 9   | 16 | Рене Арну             | Рено              | 74       | +1 Об.         | 11    |       |
| 10  | 29 | Рикардо Патрезе       | Ероуз-Форд        | 74       | +1 Об.         | 16    |       |
| 11  | 14 | Емерсон Фитипалди     | Фитипалди-Форд    | 74       | +1 Об.         | 19    |       |
| 12  | 17 | Ян Ламерс             | Шадоу-Форд        | 73       | +2 Об.         | 24    |       |
| 13  | 8  | Патрик Тамбе          | Макларън-Форд     | 72       | +3 Об.         | 20    |       |
| 14  | 9  | Ханс-Йоахим Щук       | АТС-Форд          | 69       | +6 Об.         | 21    |       |
| Отп | 5  | Ники Лауда            | Брабам-Алфа Ромео | 63       | Теч-вода       | 6     |       |
| Отп | 31 | Ектор Ребаке          | Лотус-Форд        | 58       | Двигател       | 23    |       |
| Отп | 27 | Алън Джоунс           | Уилямс-Форд       | 54       | Ск.кутия       | 13    |       |
| Отп | 18 | Елио де Анджелис      | Шадоу-Форд        | 52       | Двигател       | 22    |       |
| Отп | 28 | Клей Регацони         | Уилямс-Форд       | 32       | Двигател       | 14    |       |
| Отп | 20 | Джеймс Хънт           | Волф-Форд         | 26       | Спирачки       | 15    |       |
| Отп | 15 | Жан-Пиер Жабуй        | Рено              | 21       | Турбо          | 9     |       |
| Отп | 7  | Джон Уотсън           | Макларън-Форд     | 21       | Двигател       | 18    |       |
| Отп | 26 | Жак-Анри Лафит        | Лижие-Форд        | 15       | Двигател       | 1     |       |
| Отп | 6  | Нелсън Пикет          | Брабам-Алфа Ромео | 15       | Инжекцион      | 7     |       |
| Отп | 22 | Дерек Дейли           | Инсайн-Форд       |          |                |       |       |
| Отп | 24 | Артуро Мерцарио       | Мерцарио-Форд     |          |                |       |       |
| НКв | 36 | Джанфранко Бранкатели | Каусен-Форд       |          |                |       |       |

## Класиране след състезанието
| Поз | Пилот           | Точки |
| --- | --------------- | ----- |
| 1   | Жил Вилньов     | 20    |
| 1   | Патрик Депайе   | 20    |
| 3   | Жак-Анри Лафит  | 18    |
| 3   | Карлос Ройтеман | 18    |
| 5   | Джоди Шектър    | 16    |

| Поз | Конструктор           | Точки |
| --- | --------------------- | ----- |
| 1   | Лижие-Форд-Косуърт    | 38    |
| 2   | Ферари                | 36    |
| 3   | Лотус-Форд-Косуърт    | 30    |
| 4   | Тирел-Форд-Косуърт    | 11    |
| 5   | Макларън-Форд-Косуърт | 4     |

- Бележка: И в двете класирания са показани само първите пет отбора.